# 日本小説
『日本小説』（にっぽんしょうせつ）は、大地書房、日本小説社発行の月刊文芸雑誌。1947年創刊、1949年終刊。初めての中間小説雑誌と言われ、その後の中間小説ブームの引き金となった。

## 創刊の経緯
かつて新潮社で『日の出』の編集などをしていた和田芳恵は、1947年に大地書房から『徳田秋声全集』を出版するために編集担当者をしていたが、社長の秋田慶雄から新雑誌の創刊を頼まれる。『日の出』時代に「幅広い層に、いわゆる大衆小説でない、質の高い小説を」という構想を持っていた和田は、「（純文学と大衆文学の）『日本小説』でこの垣根を取り払おうとした」という意欲で、1947年3月に『日本小説』を創刊させる（5月号）。誌名は和田と付き合いのあった水上勉のアイデアで、創刊号はA5判、108ページ、20円。和田の試みの一つとして、創刊号で大衆作家として著名だった川口松太郎を起用し、関伊之助の変名で短篇「裸婦」を掲載、これを丹羽文雄は「新人らしからぬ腕達者だ」、志賀直哉は「たいへんうまい作家である」と評する。川口は当初3作を予定していたが、挿絵の宮田重雄から正体が漏れてしまい、川口は1作を書いただけでそれ以降は書かなかった。
創刊号の掲載は他に、高見順「深淵」、丹羽文雄「人間模様」、林房雄「母の肖像画」、太宰治「女神」、連載として林芙美子の『放浪記』第三部「肺が歌ふ」があった。この創刊号は7万部刷って返品が1000部と、好調な売り上げとなる。また掲載作品には必ず挿絵を入れ、カラーページも作り、創刊号では藤田嗣治絵、鈴木信太郎解説による名作絵物語「シラノ・ド・ベルジュラック」を掲載した。

## 出版状況
その後大地書房は労働争議で野上彰以下50名の社員が退社し、秋田や和田らが別に発足させた日本小説社から第2号（6・7月合併号）を発行。この号には石坂洋次郎の『石中先生行状記』の発端部となる「馬車物語」を掲載するが、この続きは7月に創刊された『小説新潮』に掲載となった。
3号からは坂口安吾『不連続殺人事件』を連載。安吾は日本小説社への応援として原稿料を取らず、さらに読者による犯人当ての懸賞金も払った。この犯人当てで安吾は大井廣介、平野謙、荒正人、江戸川乱歩らの文人を指名して挑戦し、結果は最終回の1948年8月号で発表されて、文人では大井廣介がただ一人4等入選した。
和田は「小説は批評であり、批評家も実作すべきもの」という立場から、評論はいっさい載せず、1947年12月号には亀井勝一郎の小説「亡霊の対話」を掲載。これが批評家による小説執筆の嚆矢となった。
『日本小説』の売り上げは好調が続いていたが、社主の秋田が大地書房に資金をつぎ込むといったことが行われており、和田ら編集部員は1948年6月に大地書房の事務所から分離するが、営業、経営がうまくいかず徐々に売り上げ不振と資金難におちいる。1948年末には新人発掘の「日本小説賞」を構想し、審査員に川端康成、坂口安吾、高見順らの応諾を得たが実現せず、1949年4月号（24号）発行に続いて、資金繰りのために過去の掲載作10篇を再録した『日本小説傑作集』を刊行するが、売れなかった。さらに取次店ブローカーの奨めで、艶笑小説や猟奇読物を集めたカストリ雑誌『ハロー』を刊行するが、これが猥褻容疑で検挙され（不起訴処分）、「日本小説」は廃刊、倒産となる。この後和田は借金に追われて約2年半失踪することとなった。

## 影響
『日本小説』『小説新潮』が続けて創刊されて売り上げがよかったことにより、作家の側では大衆文学と純文学の溝を埋めるという気運が高まり、特に『不連続殺人事件』の人気によりそれは推理小説の分野で進められたと言われる。
また1949年初めに当時無名の井上靖は「闘牛」の原稿を『日本小説』編集部に持ち込んでいて、ゲラ刷りの校了までできあがった。しかし雑誌が廃刊寸前の状況であったため、原稿は井上に返され、今日出海を通じて『文學界』に掲載されて芥川賞受賞となった。